# Stazione di Cava-Carbonara
La stazione di Cava-Carbonara è una stazione ferroviaria posta alla diramazione delle linee Pavia-Alessandria e Vercelli-Pavia.
Si trova in aperta campagna nel territorio comunale di Sommo e prende il nome dai vicini centri di Cava Manara e Carbonara al Ticino, servendo i tre comuni in questione (Cava Manara è servita anche dalla stazione di San Martino Siccomario-Cava Manara, situata sul confine tra i comuni di Cava Manara e San Martino Siccomario e posta sulla più importante ferrovia Milano-Genova).

## Storia

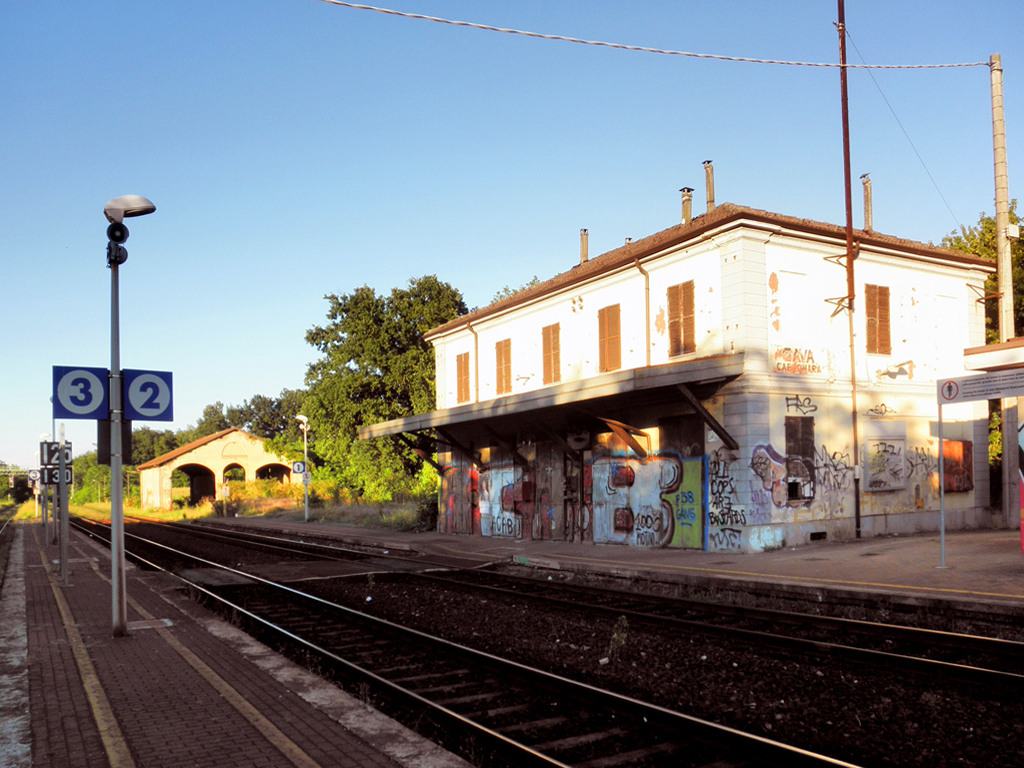
Il piazzale binari

La stazione fu attivata nel 1862, all'apertura della linea da Pavia a Torreberetti.

Nel 1882, con l'apertura della linea Vercelli–Pavia, divenne stazione di diramazione. L'anno successivo fu attivato il breve raccordo per Cava Manara, abbandonato nel 1916, che consentiva di raggiungere le linee per Genova e per Stradella evitando il regresso a Pavia.
In occasione dei lavori per il rinnovamento della linea, avvenuti nel 1992, il piazzale fu ridotto a soli tre binari con la soppressione dei rimanenti e l'attivazione di un A.C.E.I..

## Strutture e impianti
Il fabbricato viaggiatori è un edificio a due piani, ad oggi in stato di forte degrado. La stazione, gestita da Rete Ferroviaria Italiana, conta tre binari, di cui solo i primi due sono usati per il servizio passeggeri; in passato era presente uno scalo merci dotato di magazzino.

## Movimento
La stazione è servita dai treni regionali svolti da Trenord nell'ambito del contratto di servizio stipulato con la Regione Lombardia; vi fermano tutte le corse tra Pavia e Vercelli ed una sola corsa Alessandria-Pavia..